# Smrček-Na sádkách
Smrček-Na sádkách je osada a část obce Smrček v okrese Chrudim. Jako samostatná evidenční část vznikla ke dni 28. února 2017 usnesením zastupitelstva obce Smrček z prosince 2016, které schválilo opravu územní anomálie právě vytvořením nové místní části.
Část obce Smrček-Na sádkách leží úplném jihu katastru Smrčku, mezi rybníky Žďár a Hořička, přičemž druhý jmenovaný se již nachází na katastru sousedních Havlovic. V místě stojí především areál Rybářství Litomyšl se sádkami, a dále několik domů.

## Galerie

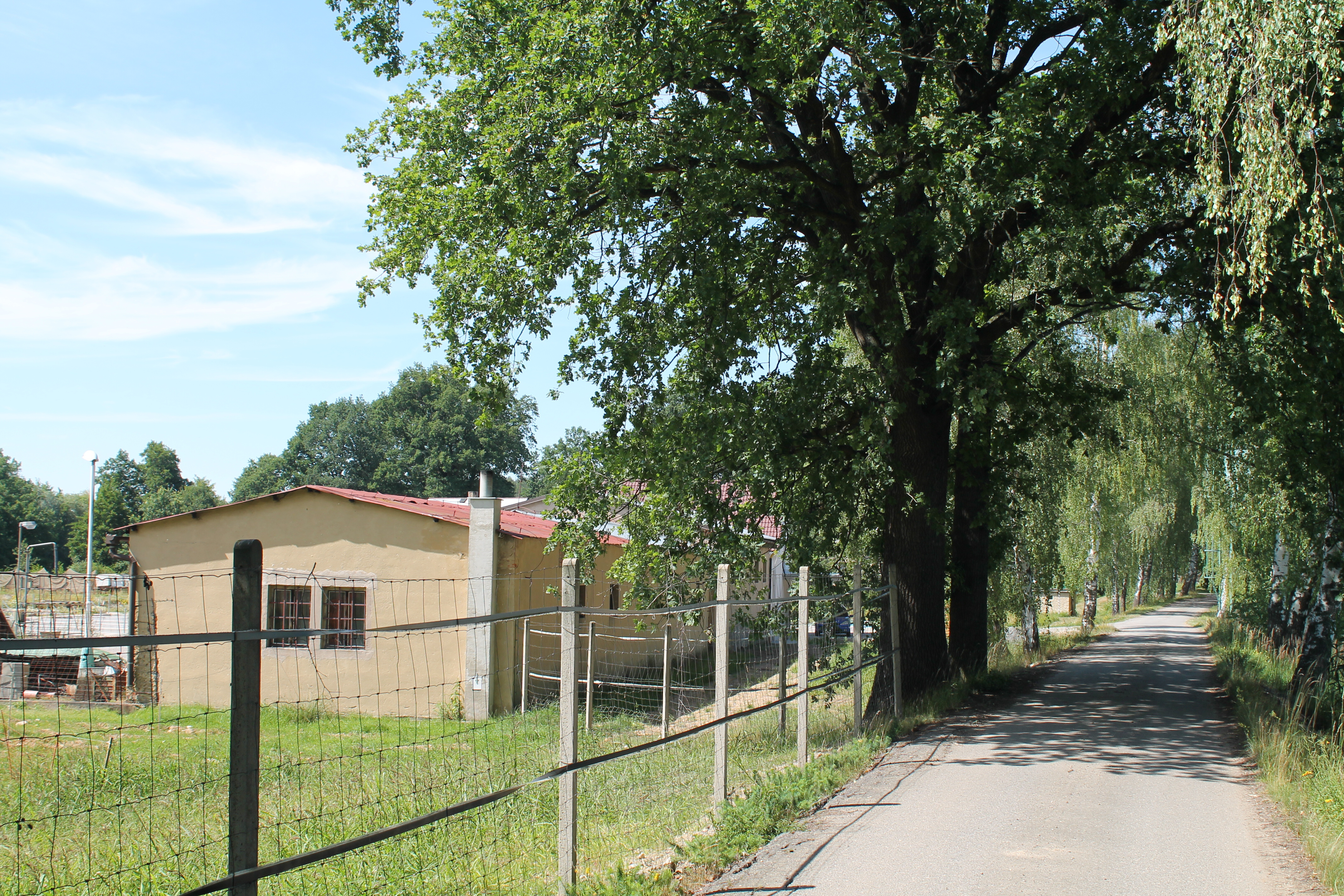
Příjezdová cesta do osady
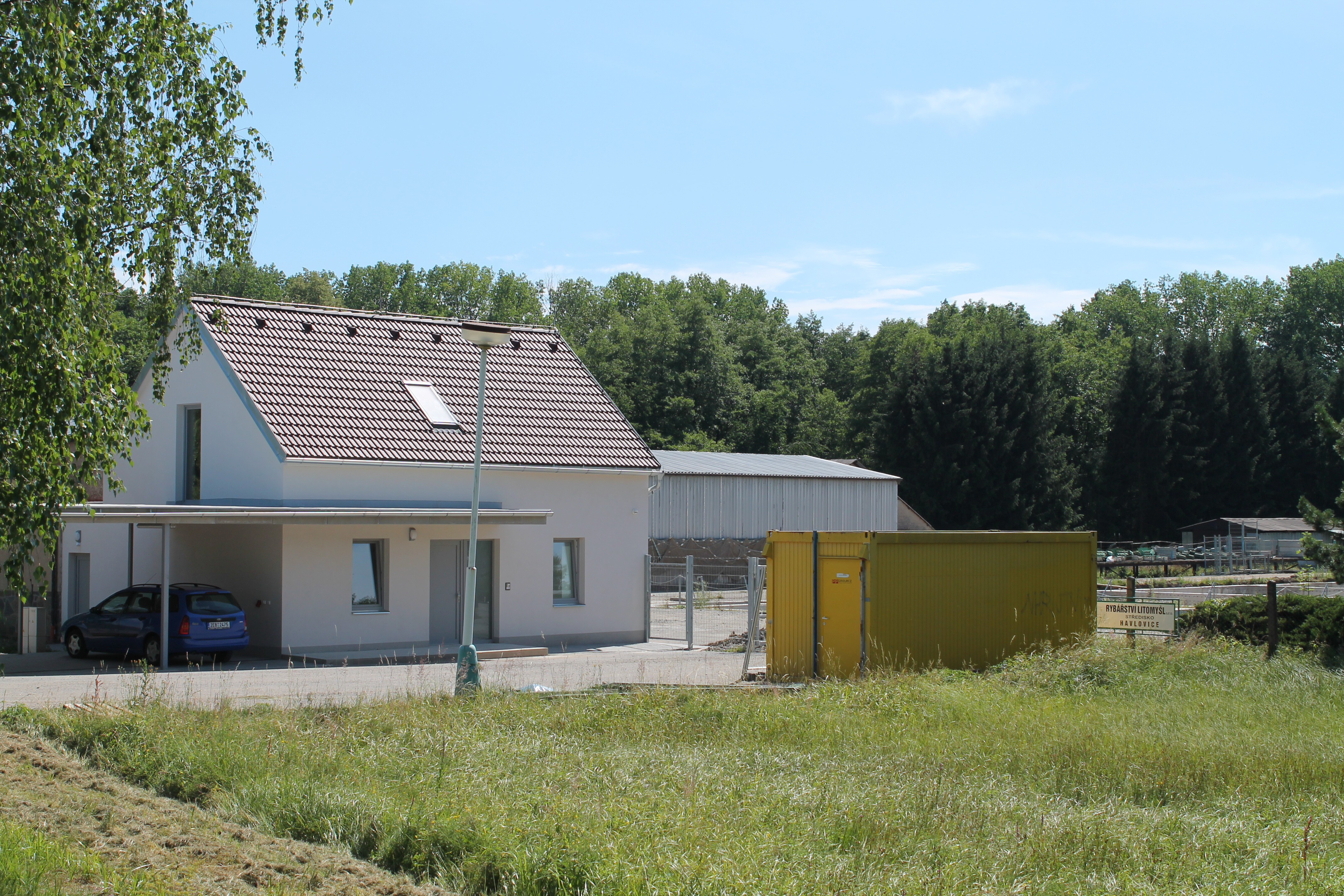
Areál Rybářství Litomyšl
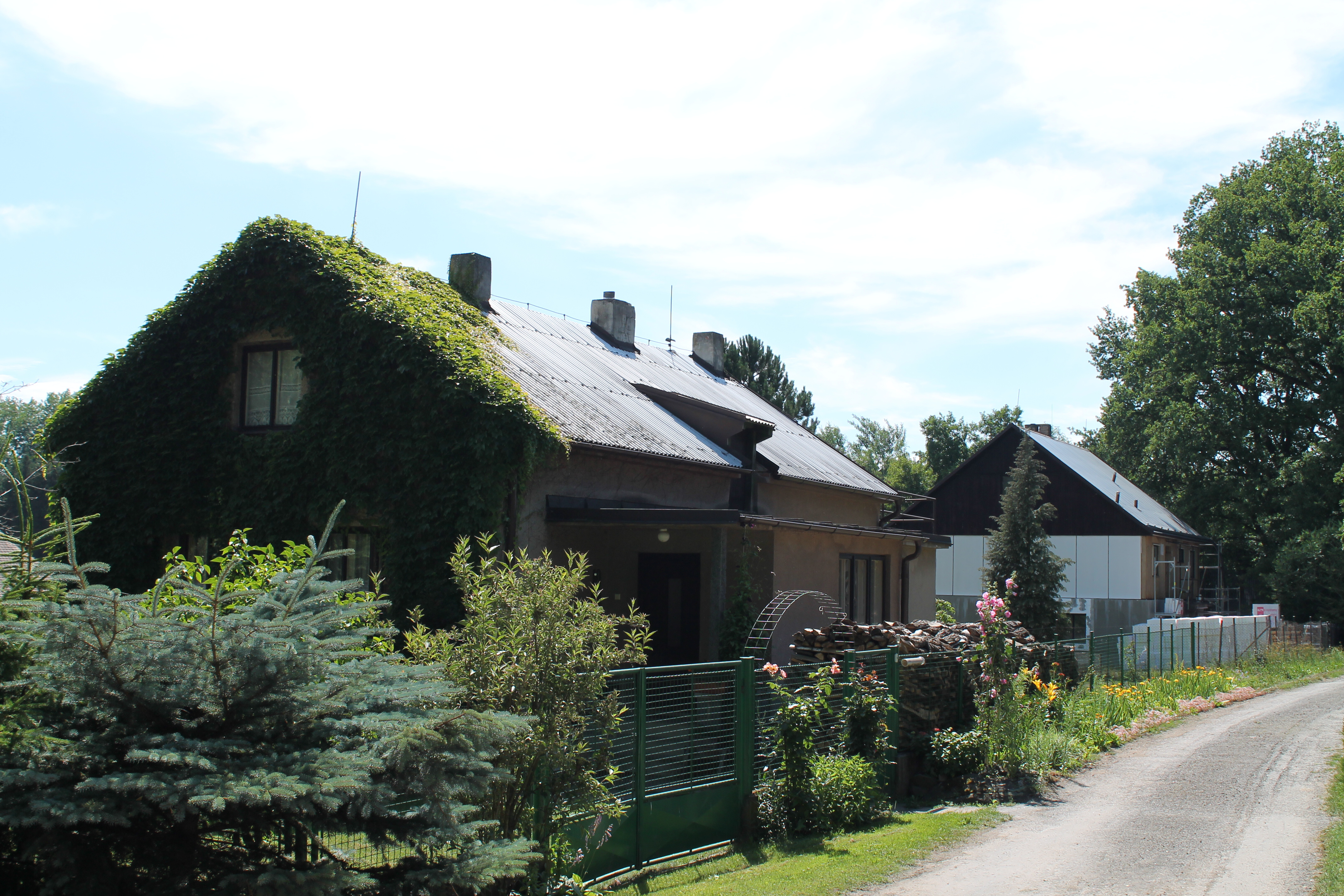
Domy v osadě